# Горивна клетка
Горивна клетка, наричана традиционно на български горивен елемент, е електрохимично устройство, което преобразува химичната енергия на окисляването на дадено гориво в електрическа енергия.

## Общи сведения
Устройството на горивните елементи е подобно на това на галваничните елементи (батерии) с основната разлика, че е проектирано за непрекъснато подаване на консумираните реагиращи вещества. Например: произвеждането на електрическа енергия чрез подаване на гориво водород и кислород е непрекъснато и може да бъде постоянно, докато капацитетът на една обикновена батерия е ограничен от количество на реактантите в нея. Електродите в една батерия реагират (химически) и се променят при зареждане и разреждане на батерията, докато електродите на горивната клетка (горивния елемент) са катализаторни и са относително стабилни.
Типичните реактанти, използвани в горивната клетка (горивния елемент) са водород, подаван на анодната страна и кислород (от въздуха) на катодната страна (водородна клетка). Типично за горивните клетки е, че реагиращите вещества се втичат, а продуктите от реакцията изтичат непрекъснато и по такъв начин се осъществява дълготраен процес на производство на енергия, с виртуална продължителност, равна на продължителността на подаване на флуидите.
Поради голямата им ефективност и идеалната беземисионна работа (за разлика от текущо по-използваните горива като метан и природен газ, които отделят при горенето си въглероден диоксид), горивните клетки са много привлекателни за редица приложения. Единственият остатъчен продукт на водородната горивна клетка (горивен елемент) е водната пара. При все това, все още съществува проблемът за енергоемкия процес за производството на водород, който също води до замърсяване и все още изисква изкопаемо гориво, ядрена енергия или някакъв друг алтернативен добив на енергия. В това отношение не може да се каже, че водородната горивна технология може да намали зависимостта от изкопаемите горива.
Горивните клетки не могат да складират енергията като акумулатор, но в някои приложения, като възобновяемите източници на енергия (вятърни и слънчеви електроцентрали), те се комбинират с производство на водород чрез електролиза и се получават системи за съхранение на енергия. Работната ефективност на подобни електростанции (превръщащи електрическа енергия във водород и обратно) е около 40%, но теоретично може да достигне над 60%. Освен чист водород, изследователите са успели да използват като гориво за горивни клетки и въглеводороди, в това число и дизел. В този случай отпадният продукт съдържа и въглероден диоксид.

## Видове

### Водородно-кислороден горивен елемент с протоннообменна мембрана
В прототипа на водородно-кислородният горивен елемент с протоннообменна мембрана (ПОМГК; Polymer electrolyte membrane fuel cell, PEMFC) полимерна мембрана, пропускаща протони, разделя анодната и катодната страна. От двете ѝ страни има по един проводящ електрод, покрит с катализатор от платина и отделен от мембраната с карбонова (въглеродна) хартия.
На анодната страна водородът дифундира до анодния катализатор и се дисоциира на протони и електрони. Протоните преминават през мембраната към катода, но електроните са принудени да преминат по външна електрическа верига (доставяйки енергия), тъй като мембраната пропуска само положителни йони.
На катализатора на катода молекулите кислород реагират с електроните (които са пропътували по външната верига) и протоните (дифундиралите през мембраната), за да образуват вода, при което се отделя топлина.
В този пример единственият отпадъчен продукт е водна пара, т.е. вода.

### Алкален горивен елемент
Друг вид са алкалните горивни елементи(Alkaline fuel cell, AFC). Това един от най-старите типове. Те са били използвани в космическата програма на Съединените щати от 1960. В космическите кораби „Аполо“ AFC са използвани едновременно за получаване на електроенергия и питейна вода. В тях се използва скъп платинов катализатор, поради което този тип клетки са много чувствителни към замърсяванията и изискват чист кислород и водород. Те също така са много скъпи, така че едва ли този тип горивни клетки ще намерят широко приложение. Те работят със сгъстен водород и кислород. Обикновено използват като електролит разтвор на калиева основа. Работната им ефективност е около 60%, като работната температура от 150 до 200 °C. Имат мощност от 0,3 до 5 kW

### Фосфорно–киселинен горивен елемент
Третият от известните видове е фосфорно–киселинният горивен елемент (Phosphoric acid fuel cell, PAFC). Електролитът в тези елементи е фосфорна киселина. Употребяват се за малки стационарни генератори. Тяхната работна ефективност е от 40 до 70 процента. Те работят при температури (300 – 400)°C, т.е. при по-високи температури от клетките с полимерни мембрани (PEM), така те трябва по-дълго да се загряват (това е температура на максимална ефективност). Мощността на такива клетки нормално е до 200 kW. Правени са експерименти и с клетки до 10 MW. Този тип клетки понасят концентрации от въглероден монооксид до около 1,5 %, което разширява възможността на използваните горива. Ако се използва бензин като гориво, сярата от него трябва да бъде отстранена. Необходими са платинови електроди (катализатори), а вътрешните части на елемента трябва да са устойчиви на киселинната корозия.

### Горивна клетка със стопен карбонат
Четвъртият тип е горивната клетка със стопен карбонат (Molten carbonate fuel cell, MCFC). Тези клетки са подходящи за широка гама от стационарни генератори. Те използват като електролит стопени соли (най-често Na2CO3 и MgCO3). Работната им ефективност е от 60 – 70%, а работната им температура е в интервала 600 – 650 °C. Освен електроенергия, MCFC произвеждат и водна пара, която може да се използва за добив на допълнителна енергия, в т.нар. „режим на когенерация“. Те могат да достигнат мощности до 2 MW, като са разработени и проекти за мощности до 100 MW. В този тип горивни клетки могат да се използват никелови електроди (катализатори), които са по-евтини в сравнение с платиновите. Сравнително високата работна температура обаче ограничава както тяхната безопасност, така и вида на използваните конструктивни материали. Карбонатните йони от електролита се изразходват в реакциите и възниква необходимост да се подава допълнително въглероден диоксид.

### Твърдооксидна горивна клетка
Горивните елементи (клетки) с твърд оксиден електролит (Solid oxide fuel cell, SOFC) са най-ефективните и най-перспективните от всички изброени дотук. Тези горивни клетки, са най-подходящи за широка гама от стационарни генератори, които могат да осигуряват електроенергия за промишлени и комунални нужди. Като електролит в тези клетки се използват керамични материали, включващи в структурата си с итриеви и циркониеви оксиди. Този тип горивни клетки работят при много високи температури (1000 °C), което позволява употребата на различни въглеводороди като гориво и работа в режим на когенерация.
Високотемпературните горивни клетки (MCFC и SOFC) не съдържат платина, която е една от най-скъпите съставни части на ниско и среднотемпературните горивни елементи. Друго основно предимство е възможността за работа с по-голяма гама от горива – включително природен газ. На трето място, те могат да работят в режим на когенерация. Това означава, че получената при работата им прегрята пара може да се използва за задвижване на електрически микротурбини, където се генерира допълнително количество електроенергия. От друга страна, високата работна температура усложнява поддръжката и намалява приложението на тези горивни клетки. Те могат да се използват почти изключително само за стационарна електрогенерация, въпреки че са разработени модели, които да обслужват многотонажни плавателни съдове.

## Ефективност
Горивните клетки не са ограничени от максималната ефективност на цикъла на Карно като двигателите с вътрешно горене. Следователно, те могат да имат много висока ефективност при преобразуване на химическата енергия в електрическа.
Горивната клетка преобразува химическата енергия на горивото си в електрическа енергия с ефективност типично около 50% (останалата енергия се превръща в топлина). Ако горивната клетка се използва за захранване на превозно средство, тогава е важно да се вземат предвид и загубите при производството, транспортирането и съхранението. Автомобилите с горивни клетки, движещи се със сгъстен водород, имат ефективност (от източника на електрическа енергия до колелата) от 22%, ако водородът се съхранява като газ под високо налягане и 17%, ако се втечнява криогенно.
Едно ново приложение на горивните клетки е т.нар. „комбинирано производство на топлина и енергия“ (combined heat and power, CHP), приложимо за цели сгради. В този случай горивната клетка се използва в непрекъснат режим за генериране на топлинна и електрическа енергия. Дори топлината се използва в по-голяма степен за отопление на сградата, а излишъкът от генерирана електрическа енергия се предава към енергийната мрежа. В този случай е допустима и по-ниска ефективност гориво-електрическа енергия (типично 15 – 20%), тъй като топлината също се използва. Част от топлината обаче се губи, точно както е при обикновена печка и поради това комбинираната ефективност (КПД) е под 100% – типично около 80%.

## Термодинамични аспекти при работата на горивните клетки
Според цикъла на Карно една обратимо работеща термична машина в идеални условия не може да превръща изцяло получената топлина (Q) в механична енергия (работа (W)). Термичната машина получава топлина (Q1) от по-горещия резервоар (T1), извършва работа (W) и отдава определена топлина (Q2) на по-студения резервоар (T2). Колкото е по-голяма разликата в температурите на двата резервоара, толкова по-голям е коефициентът на полезно действие (η) на машината – най-високата температура минус най-ниската температура върху най-високата температура.
Тъй като горивните клетки превръщат химичната енергия директно в електрическа, този процес не включва превръщането на топлина в механична енергия. Ето защо ефективността на горивните клетки превишава ограничението, поставено от цикъла на Карно, дори когато работят при сравнително ниски температури (например 80 °C).